# Rumilly-lès-Vaudes
Rumilly-lès-Vaudes ist eine französische Gemeinde mit 580 Einwohnern (Stand: 1. Januar 2022) im Département Aube in der Region Grand Est (vor 2016 Champagne-Ardenne). Sie gehört zum Kanton Bar-sur-Seine im Arrondissement Troyes.

## Geographie
Rumilly-lès-Vaudes liegt etwa 20 Kilometer südsüdöstlich von Troyes.
Nachbargemeinden sind Vaudes im Norden, Saint-Parres-lès-Vaudes im Norden und Nordosten, Chappes im Nordosten, Jully-sur-Sarce im Osten, Lantages im Süden und Südosten, Les Loges-Margueron im Südwesten sowie Montceaux-lès-Vaudes im Westen.

## Bevölkerungsentwicklung
| Jahr                      | 1962 | 1968 | 1975 | 1982 | 1990 | 1999 | 2006 | 2011 | 2016 |
| ------------------------- | ---- | ---- | ---- | ---- | ---- | ---- | ---- | ---- | ---- |
| Einwohner                 | 472  | 471  | 459  | 485  | 475  | 484  | 466  | 476  | 527  |
| Quelle: Cassini und INSEE |      |      |      |      |      |      |      |      |      |

## Sehenswürdigkeiten
- Kirche Saint-Martin, seit 1840 Monument historique
- Manoir des Tourelles, Herrenhaus, seit 1903 Monument historique

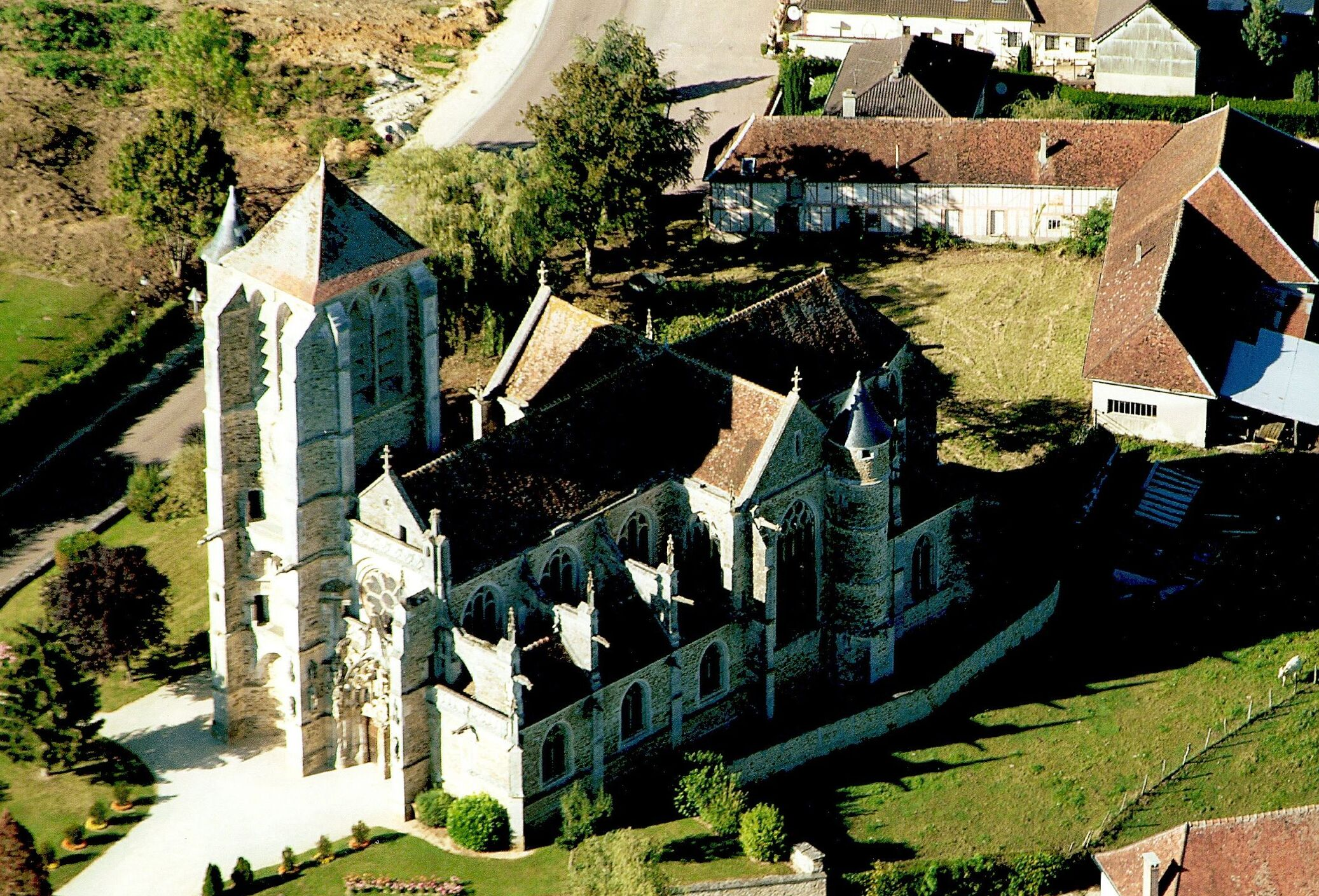
Kirche Saint-Martin
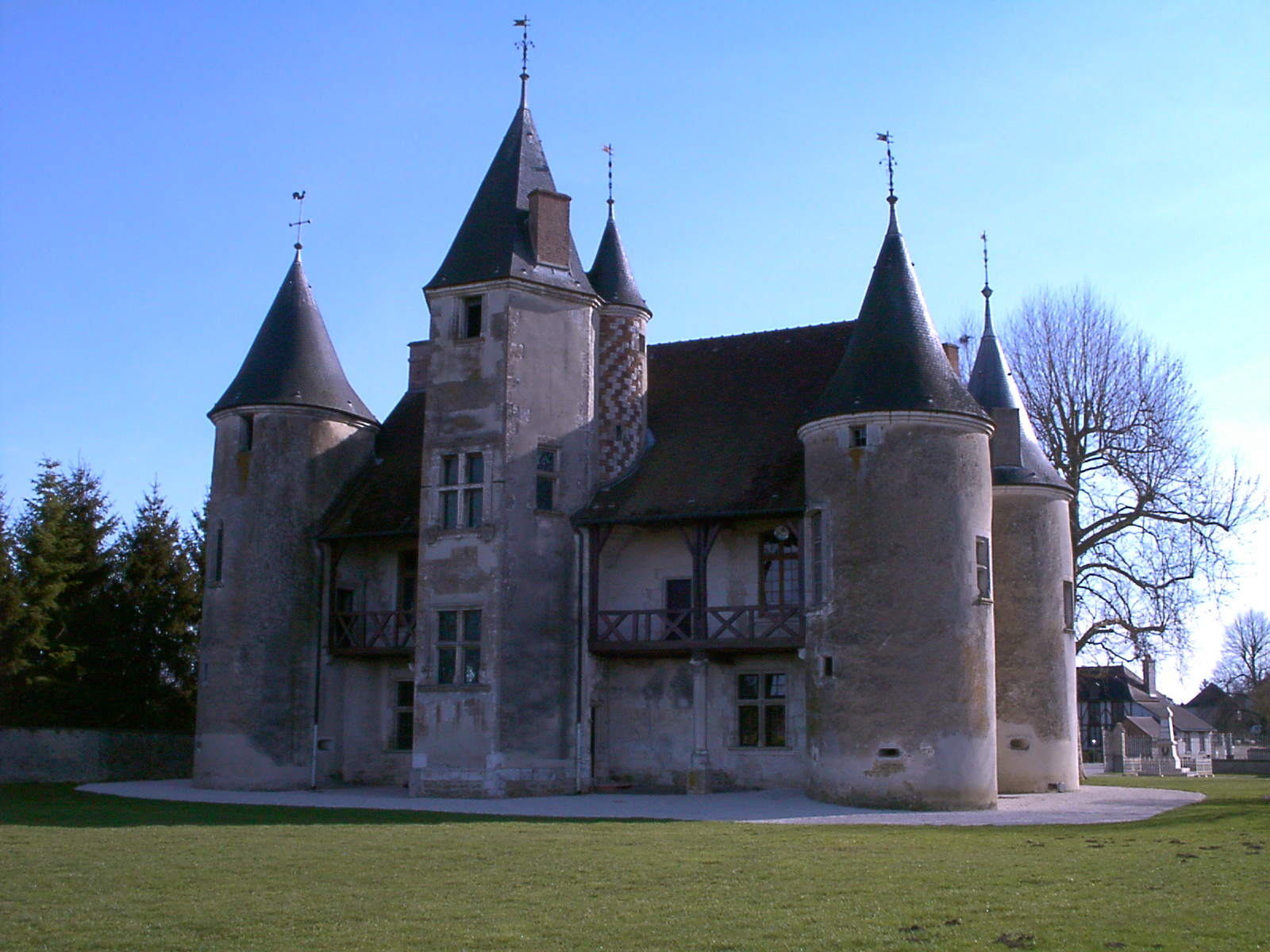
Herrenhaus